# Okręg Nogent-sur-Marne
Okręg Nogent-sur-Marne (fr. Arrondissement de Nogent-sur-Marne) – okręg w północnej Francji. Populacja wynosi 365 tysięcy.

## Podział administracyjny
W skład okręgu wchodzą następujące kantony:
- Bry-sur-Marne,
- Champigny-sur-Marne-Centre,
- Champigny-sur-Marne-Est,
- Champigny-sur-Marne-Ouest,
- Chennevières-sur-Marne,
- Fontenay-sous-Bois-Est,
- Fontenay-sous-Bois-Ouest,
- Joinville-le-Pont,
- Nogent-sur-Marne,
- Ormesson-sur-Marne,
- Perreux-sur-Marne,
- Saint-Mandé,
- Villiers-sur-Marne,
- Vincennes-Est,
- Vincennes-Ouest.